# Rathaus Falkensee
Das Rathaus Falkensee ist der Sitz der Stadtverwaltung von Falkensee. Es befindet sich in der Falkenhagener Straße 43–49 am historischen Dorfanger, der inzwischen Rathausplatz heißt. Der Amtsgebäudekomplex, bestehend aus einem Hauptgebäude sowie weiteren Nebengebäuden, steht nahe der Kreuzung der Landesstraßen 201 und 20 (Bahnhofstraße–Schönwalder Straße). Seit 2012 gehört zur Stadtverwaltung auch ein neu errichtetes Bürgeramt an der Poststraße 35.

## Geschichte
Als Ende des 19. Jahrhunderts immer mehr Einwohner in die Landgemeinde Falkenhagen zogen, suchte die Verwaltung unter Leitung ihres ersten hauptamtlichen Bürgermeisters Ernst Freimuth nach einem repräsentativen Amtsgebäude möglichst in Zentrumsnähe. Sie erwarb das Grundstück der früheren Oberförsterei. Nach Abbruch des darauf befindlichen Forsthauses wurde ein dreietagiges Gebäude im Stil des Neoklassizismus errichtet. Im Jahr 1918 waren die Arbeiten, durch den Weltkrieg verzögert, vollendet, und das Rathaus konnte eingeweiht werden. Allerdings sind die alten Kellergewölbe des Forsthauses stehen geblieben und in den Rathausbau einbezogen worden.
Eine nochmalige Erweiterung erwies sich als notwendig, nachdem 1923 die beiden Landgemeinden Falkenhagen und Seegefeld durch Beschluss des Preußischen Innenministeriums zusammengeschlossen worden waren und die Stadt Falkensee entstand.

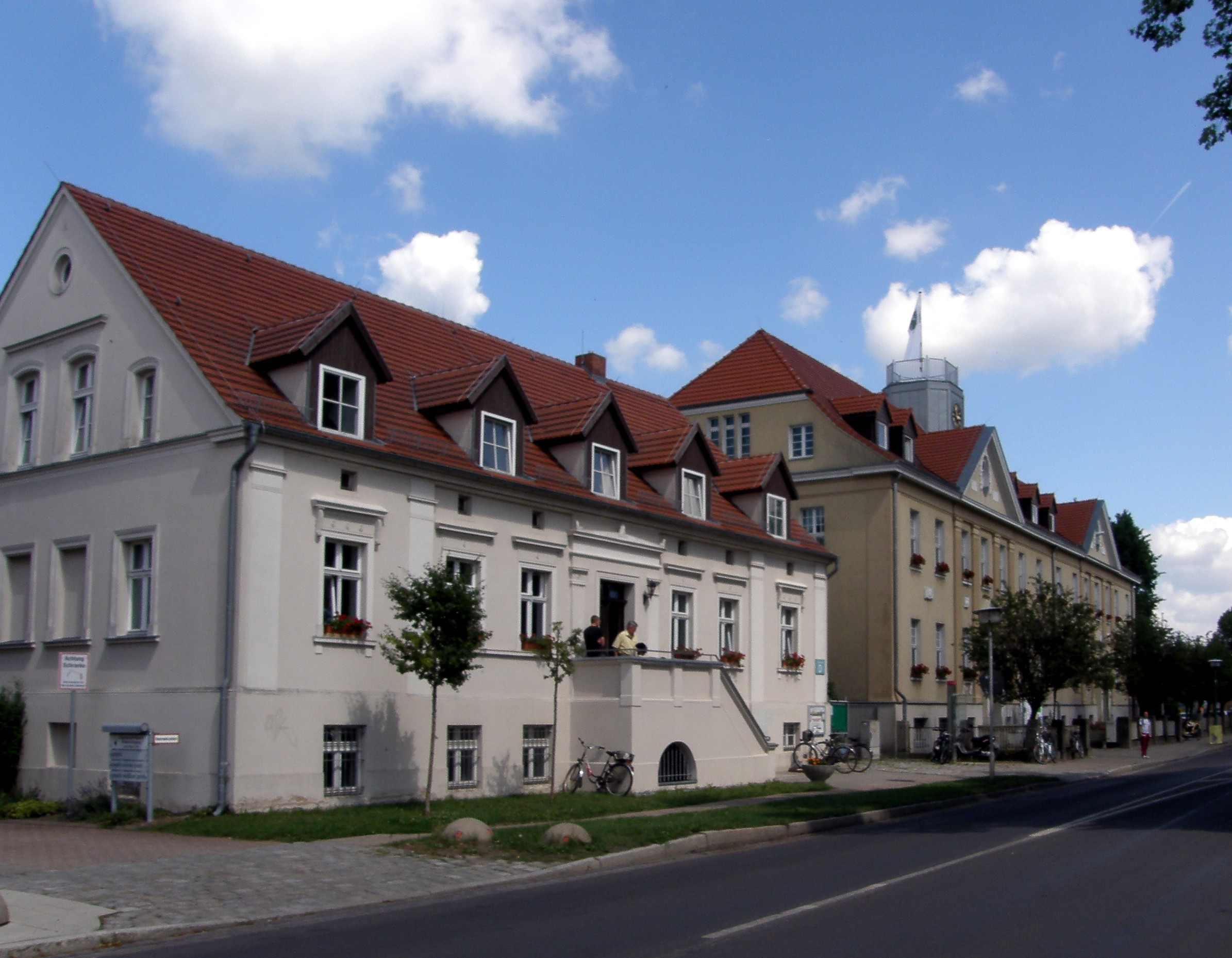
Haus D des Rathauses
(linke Seite)

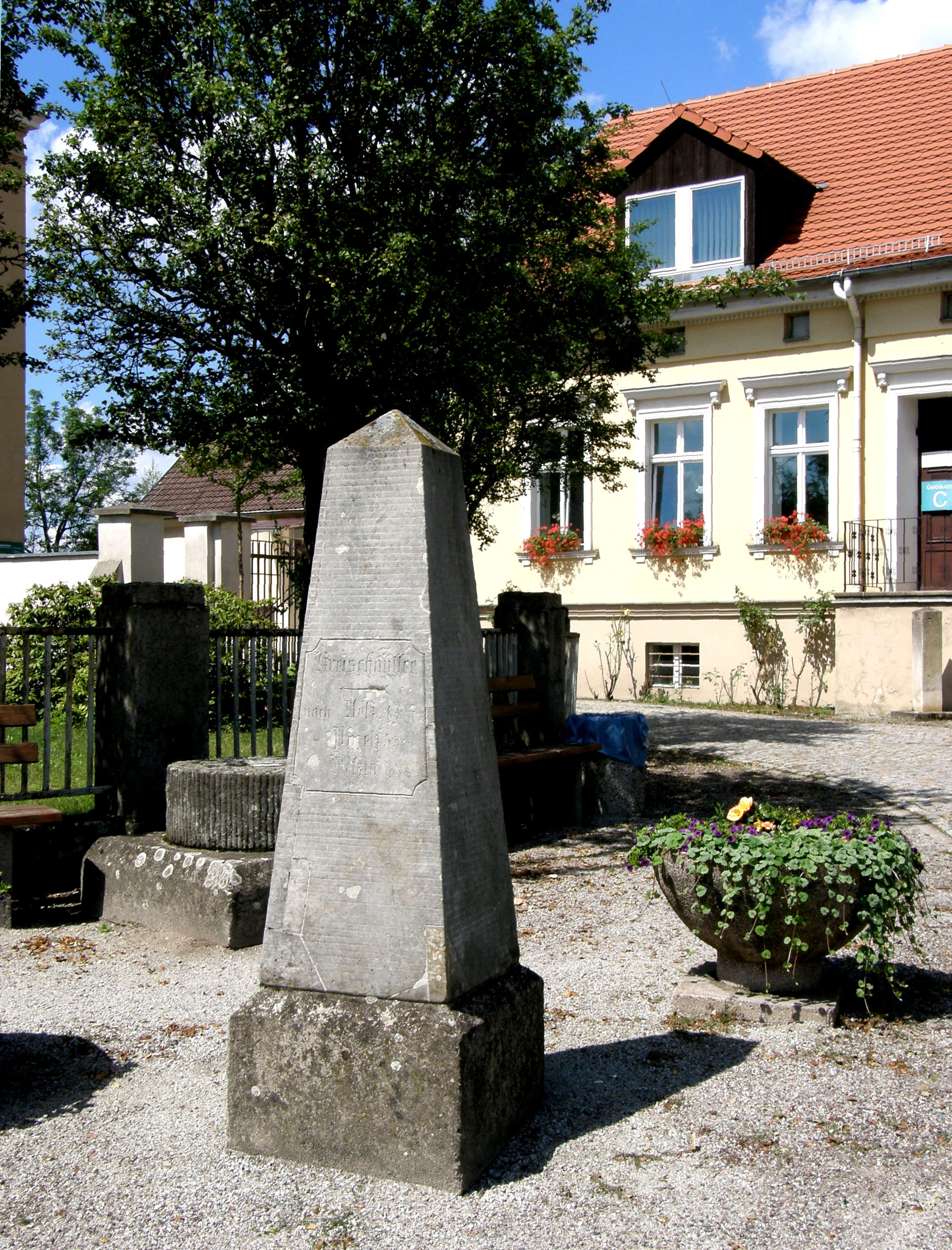
Gebäude zum Rathaus (im Hintergrund), vorn Postmeilensäule

Die neue Gemeindeverwaltung ließ 1928 nach Plänen und unter Leitung des Berliner Architekten Paul Ueberholz einen spiegelgleichen Anbau an das vorhandene Rathaus errichten. Die Bauausführung lag bei der Bötzower Firma Max Schröder. Bald kamen auch die rechts und links des Rathauses freistehenden Bauwerke, eine kleine eineinhalbstöckige Villa (rechts) und ein Wohnhaus (links), hinzu. Das Innere wurde umgebaut und so entstand ein dreigeteiltes Rathaus. Die Nutzfläche samt den darauf stehenden Bauten beträgt etwa 105 m (Nord-Süd) mal 98 m (West-Ost). Dazu gehören die Feuerwache, einige Flachbauten und Parkflächen auf dem Hof.
Die Verleihung des Stadtrechts im Oktober 1961 machte aus dem Gemeindeamt die Stadtverwaltung, der Sitz der Verwaltung blieb in den bisherigen Gebäuden.
Nach der Wende und der deutschen Wiedervereinigung wurde Falkensee ein beliebtes Wohngebiet, die Einwohnerzahlen schnellten von 1990 bis 2017 auf fast das Doppelte und es entstanden komplette neue Wohngebiete wie die Gartenstadt Falkenhöh, die Parkstadt im Wohngebiet Finkenkrug oder Seegefeld-Ost.

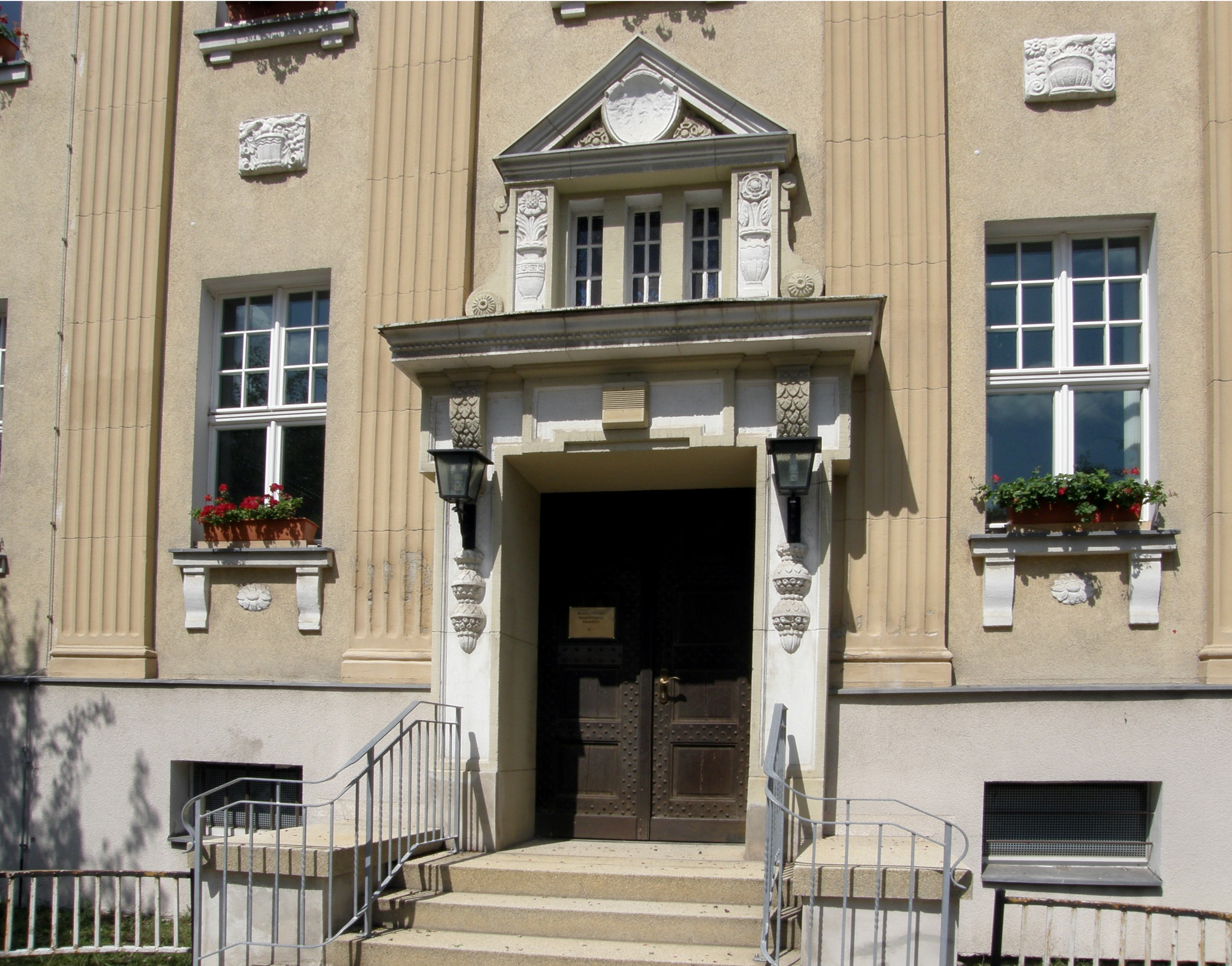
Portal mit einigen Verzierungen im Jugendstil

Das Rathaus wurde saniert und für die neuen Aufgabengebiete hergerichtet. Schließlich reichten die vorhandenen Räumlichkeiten nicht mehr für alle Mitarbeiterinnen und Mitarbeiter und vor allem für den starken Publikumsverkehr. Das Bürgeramt wurde 2012 in einen Neubau in der Poststraße ausgelagert und beherbergt auch die Touristinformation.
Zwischen dem Flügel D und dem Haupthaus wurde ein verbindender Bauteil eingefügt, in welchem vor allem ein Fahrstuhl installiert werden konnte. Damit ist das Rathaus barrierefrei.
In den Jahren 2017/2018 erfolgte eine umfassende Sanierung der nun mindestens hundertjährigen Bauten an der Falkenhagener Straße, in deren Ergebnis die Fassaden aufgefrischt und Modernisierungsarbeiten bzgl. der Technik vorgenommen wurden.

## Beschreibung

### Architektur
Das zweigeschossige, verputzte Haupthaus ist mit einem ziegelgedeckten Krüppelwalmdach abgeschlossen. Mittig auf dem First befindet sich ein achteckiger grauer Dachreiter. Er trägt die Rathausuhr und ist zugleich ein öffentlich zugängiger Aussichtsturm. Das über drei Stufen erreichbare Hauptportal ist mit einem Putzrahmen eingefasst, in dem und neben dem plastische Ornamente wie Ranken, Tiere, Menschen oder Obst dargestellt sind. Pilaster und Ziergiebel betonen beide Portale.
Die Fassade entlang der Straße ist 40 Meter lang und zirka 15 Meter breit. Zur Hofseite hin befindet sich ein Anbau, der die Abmessungen elf Meter mal elf Meter aufweist. Die in der Infobox angegebene Grundfläche bezieht sich nur auf das Haupthaus mit seinem Hoftrakt, die Höhe auf die Aussichtsplattform des Turmes. Auf dem hofseitigen Dach sind Solarzellen montiert.
In der Adventszeit beteiligt sich Falkensee an der in anderen Großstädten beliebten Aktion (Stadt) leuchtet. Das Rathaus wird dann mehrfarbig angestrahlt und die Baudetails sind besonders schön zu erkennen.

### Inneres
Bei den Bauarbeiten in den 1920er Jahren legten Architekt und Bürgermeister Wert auf einen repräsentativen Sitzungssaal. Besonders gelungen sind die Farbfenster nach Entwürfen des Künstlers Artur Schalk, ausgeführt von der Kunstglaserei Carl Busch aus Berlin. Sie zeigen eine Fischersfrau, einen Bauern, einen Konstrukteur und eine Blumenfrau. Diese Fenster sind erhalten und gut restauriert.
Falkenseer Einwohner wie Händler oder Kaufleute stifteten weitere Fenster für den Rathausbau, wofür sie mit entsprechenden Vermerken am Fensterrahmen verewigt sind.
In dem dreiteiligen Amtshaus befinden sich seit dem Jahr 2012 die Bereiche Archiv, Anliegerstraßenbau, Bauen, Immobilien, Pressestelle, Standesamt, Steuern und Gebühren, Stadtkasse, Feuerwehr und das Stadtverordnetenbüro. Die früheren Aufgabenbereiche des Bürgeramtes wurden mit Inbetriebnahme eines Neubaus in der Poststraße 35 dorthin verlagert.
Weil der Hauptbau des Rathauses auch ein Kulturdenkmal ist, beteiligt sich die Stadtverwaltung regelmäßig am Tag des offenen Denkmals jährlich im September.

### Umgebung

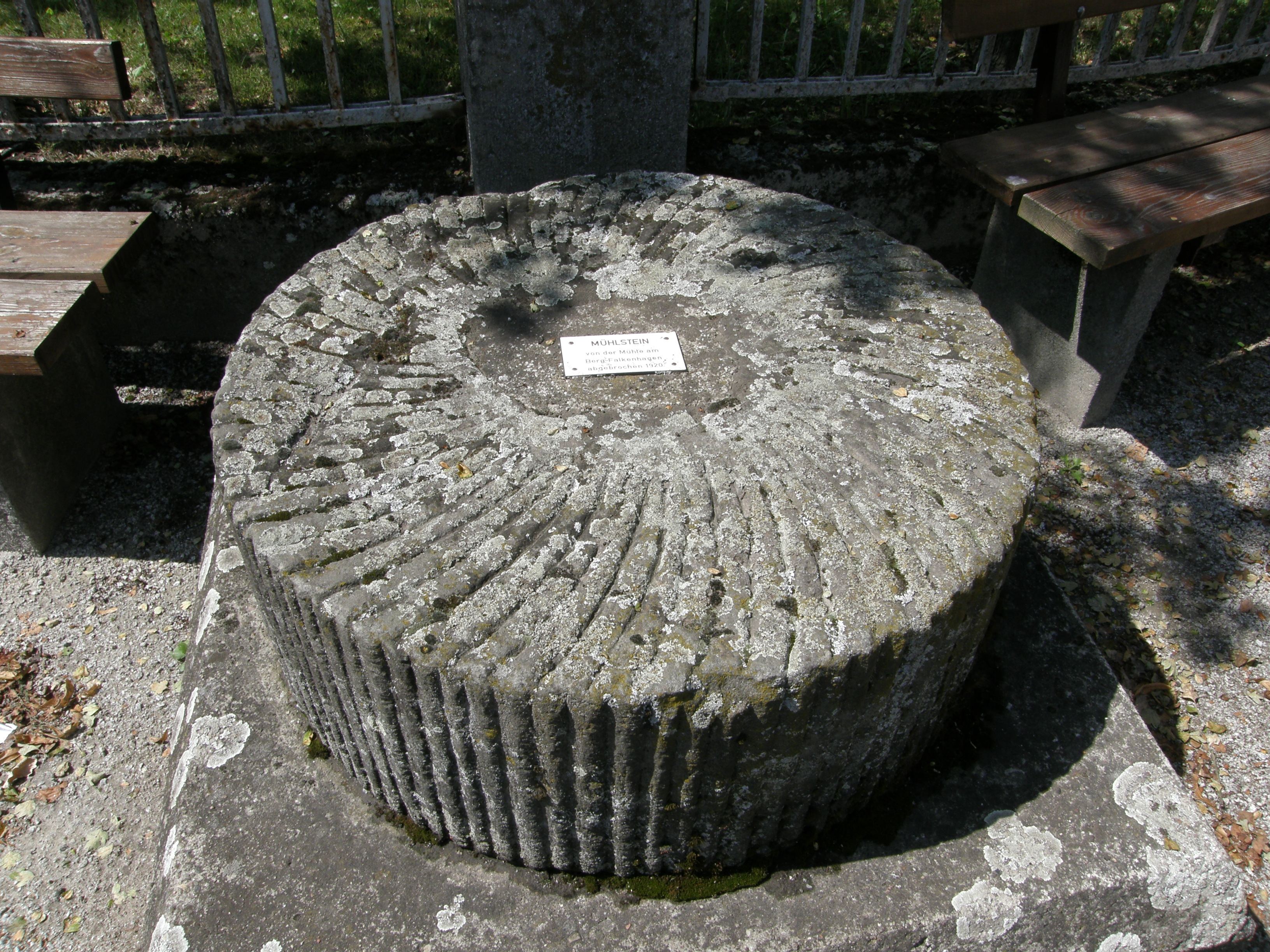
Mühlstein vor Rathaus

Auf dem Gelände vor den Bauten liegt ein historischer Mühlstein von der 1920 abgebrochenen Mühle auf dem Berg Falkenhagen und daneben steht ein Meilenstein mit der Inschrift „Kreischaussee nach unlesbar…(?) 1 km, Paretz 5,5 km, Ketzin 7,8 km“.
Das Museum Falkensee mit Exponaten zur Stadtgeschichte befindet sich unweit des Rathauskomplexes in der gleichen Straße (Falkenhagener Straße 77). Dort ist ein funktionstüchtiger 200 Jahre alter Backofen erhalten und ausgestellt, der seit 1996 für das gemeinsam mit der Stadtverwaltung organisierte Backofenfest genutzt wird.

## Übersicht der Falkenseer Bürgermeister (Auswahl)
- 1912–1932: Ernst Freimuth (Gemeindevorsteher)[8]
- 1932 bis um 1941: Wilhelm Janetzke[9][10]
- 1961–1989: Gerhard Sowinski[11]
- 1990–2007: Jürgen Bigalke
- seit 2007: Heiko Müller